# Alur
Die Alur sind ein nilotisches Volk Ugandas und leben hauptsächlich im Distrikt Nebbi in Nordwest-Uganda, aber auch im Nordosten des Kongo – nördlich des Albertsees.
Sie sind Teil der größeren Luo-Völkergruppe, und ihre Sprache, das Alur, ist verständlich zu den Acholi mit ihrer gleichnamigen Sprache.
Das Alur-Häuptlingstum ist das einzige Staatssystem, welches von der Abschaffung der traditionellen Monarchien 1966 vonseiten der ugandischen Zentralregierung unberührt blieb.